# Desná (nádraží)
Desná je dopravna D3 v Tanvaldu, poblíž města Desná. Dopravnou prochází železniční trať 036 (Liberec–Tanvald–Harrachov), konkrétně leží na ozubnicové dráze. Leží mezi stanicí Tanvald a zastávkou Desná-Riedlova vila v nadmořské výšce 497 m n. m. a je zařazena do integrovaného dopravního systému IDOL.

## Historie
Stanice byla otevřena při příležitosti otevření trati z Tanvaldu do Kořenova dne 1. července 1902. Od té doby neprošla žádnou větší rekonstrukcí.

## Popis

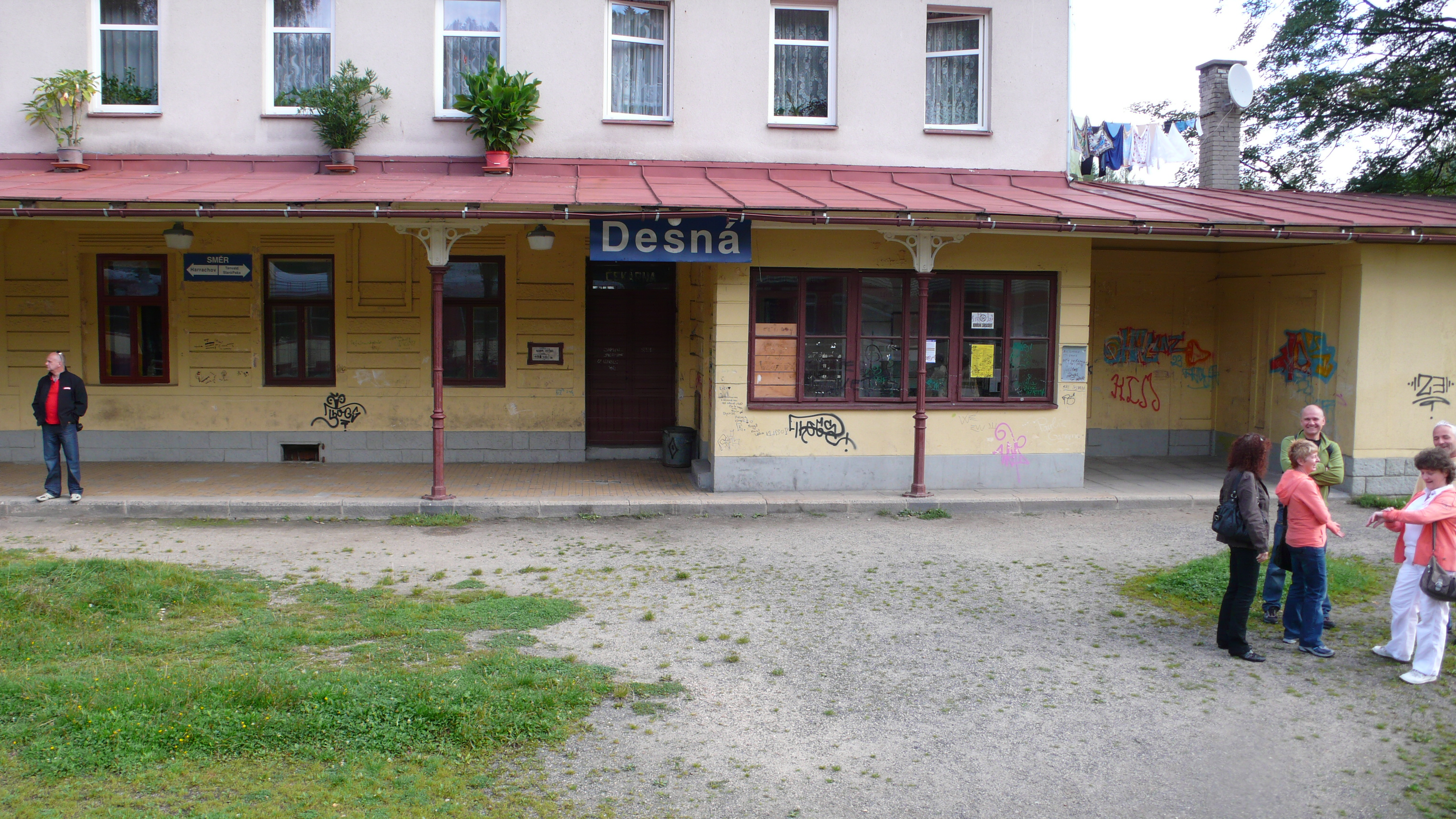
Nádražní budova v Desné

Dopravna sice nese jméno podle města Desná, nachází se však ještě na katastrálním území Tanvaldu. Pro lepší obsluhu centra Desné byla 27. října 2010 otevřena zastávka Desná-Riedlova vila.
V dopravně se nachází dnes již železničním personálem neobsazené dvoupatrové staniční budovy, která je však ve vrchním patře obydlená.
Nacházejí se zde dvě dopravní koleje, u první koleje (druhé od staniční budovy) je pak umístěno sypané nástupiště s betonovou hranou. Toto nástupiště měří 46 metrů, je mírně zahnuté do oblouku a není bezbariérově přístupné.

## Doprava
Staví zde všechny osobní vlaky linky L1 v trase Liberec – Tanvald – Harrachov – Szklarska Poręba Górna, zastávka není na znamení. Vyskytuje se zde i nákladní doprava.

## Cestující

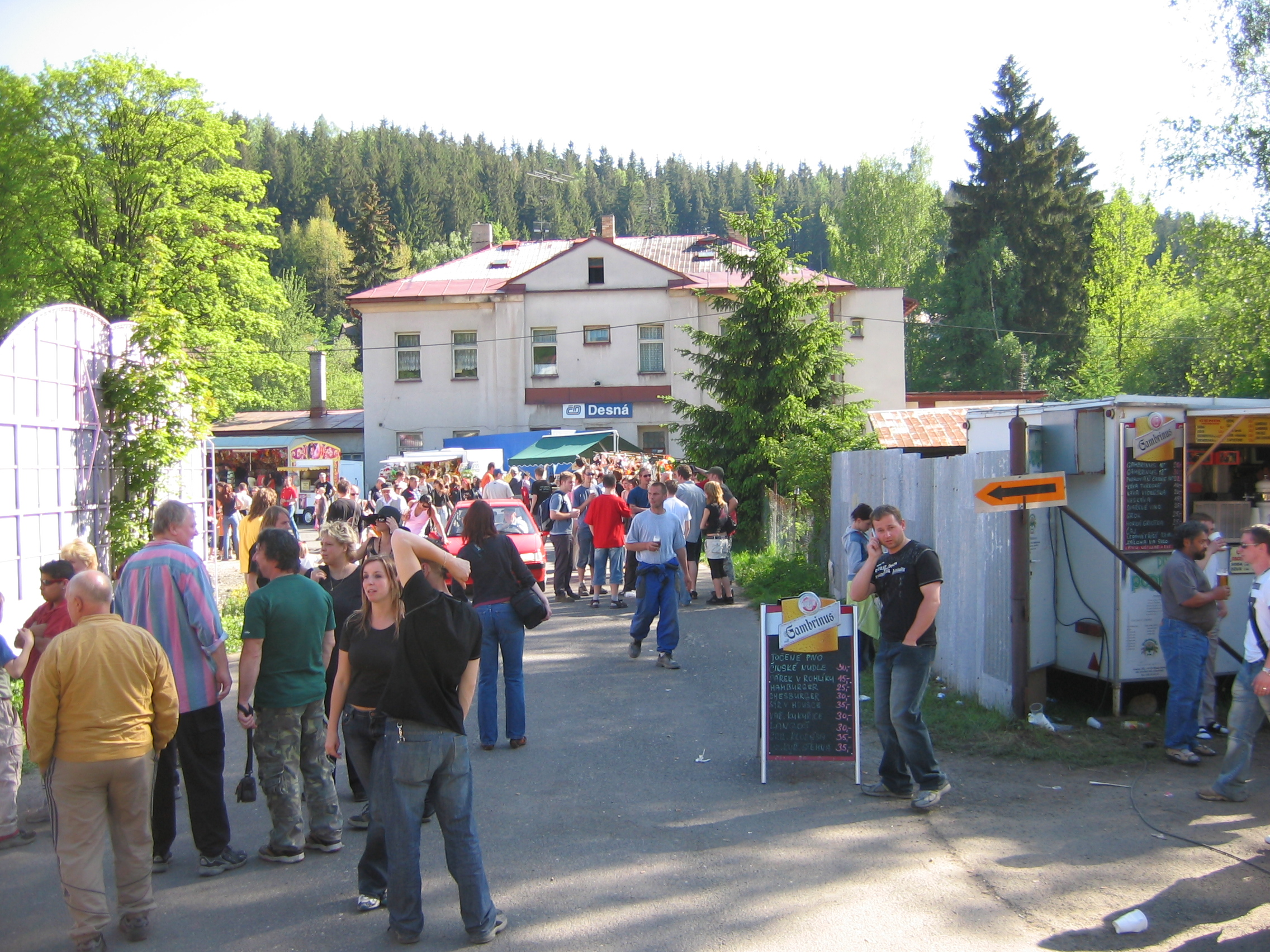
Nádraží Desná při pouti

### Odbavení cestujících
Stanice nezajišťuje odbavení, odbavení cestujících se provádí ve vlaku.

### Přístup
Přístup do budovy stanice (včetně přístřešku před povětrnostními vlivy) není bezbariérový. Bezbariérový přístup není na žádné nástupiště (dle ČSN 73 4959).